# Palau Nani
El Palau Nani és un edifici senyorial al centre històric de Venècia, situat al llarg de la fondamenta de Cannaregio.

## Història
El complex va ser construït al segle XVI per convertir-se en la residència de la família Nani de la branca "Cannaregio" (més tard Nani Mocenigo). Ja cap a la dècada de 1880 va ser remodelat segons un disseny d'Alessandro Vittoria, el qual és el principal responsable de la decoració interior.
En la seva edat d'or, el palau va acollir una rica col·lecció d'art, que consistia en objectes de l'època romana; dues grans estàtues de cònsols es trobaven just al costat del portal d'entrada.
La família Nani hi va romandre fins al 1810, quan es va traslladar a San Trovaso al Palau Barbarigo Nani Mocenigo. En els anys següents va començar a decaure, patint importants alteracions: el 1859 va ser ocupat per l'exèrcit austríac que el va convertir en caserna, i després es va utilitzar com a escola. Mentrestant, les peces de la col·lecció es van anar venent i dispersant gradualment.
El 2021, després d'importants treballs de restauració i conservació a càrrec de l'arquitecte italià Marco Piva, es va convertir en un hotel de la cadena Radisson Collection Hotel.

## Descripció
El palau està distribuït en tres nivells (inclosa la planta baixa) més un entresol.
La façana, avui dia força desproveïda d'ornaments, és asimètrica a causa de les fortes intervencions vuitcentistes que van ampliar l'edifici cap a la dreta. A part d'això, el patró d'obertures és molt regular, basat en cinc eixos amb el central destacat, als nivells superiors, per senzilles finestres de quatre llums (les de les plantes principals tenen balcons sortints). Als costats del finestral quadriforat del primer pis hi ha dos escuts d'armes de pedra.

El palau es completava amb un jardí, la zona del qual ara està construïda.